# National Recreation Area
Een National Recreation Area (NRA) is een aanduiding voor een beschermd gebied in de Verenigde Staten.
De bescherming als National Recreation Area biedt de Amerikaanse federale overheid een pragmatische en geïndividualiseerde benadering om een gebied te beschermen, maar in de zone toch nog steeds een breed scala aan gebruikstoepassingen toe te laten. Zo kan men voor een NRA specifieke en unieke kenmerken van het gebied aanpakken. Geen twee nationale recreatiegebieden worden hetzelfde beheerd.
In het gamma van beschermingsprogramma's vormt een National Recreation Area zowat het ene uiterste, een Wilderness het andere. Een nationaal recreatiegebied heeft niet alleen betrekking hebben op natuurbehoud, maar laat ook toe een evenwicht te vinden tussen de behoeften aan recreatie en het herstel en behoud in het hele landschap.  
In sommige gevallen kan een nationaal recreatiegebied ook een overkoepelende benaming zijn en zijn binnen de zone ook meer beschermde gebieden, zoals wildernisgebieden.

## Geschiedenis
Vroege nationale recreatiegebieden werden ingesteld door middel van memoranda van overeenstemming tussen het United States Bureau of Reclamation en de National Park Service. De eerste nationale recreatieruimte was de Boulder Dam-recreatieruimte, later omgedoopt tot de Lake Mead National Recreation Area.
In 1963 publiceerde het Recreation Advisory Committee van de president een beleidsplan dat criteria vastlegde voor de oprichting van nationale recreatiegebieden (NRA). Het beleid riep ook op tot het instellen van alle toekomstige nationale recreatiegebieden middels legislatuur van het Amerikaans Congres. In 1964 maakte het Congres Lake Mead National Recreation Area tot het eerste gebied dat bij wet werd opgericht.
In 1965 werd Spruce Knob-Seneca Rocks National Recreation Area de eerste NRA onder het beheer van de US Forest Service. In 1972 creëerde het Congres de Gateway National Recreation Area onder het beheer van de National Park Service en dit werd daarmee het eerste "stedelijke nationale park". Op hetzelfde moment werd trouwens ook de Golden Gate National Recreation Area gecreëerd. Een NRA, het nationale recreatiegebied van de Cuyahoga-vallei, werd in oktober 2000 opnieuw ingericht als Cuyahoga Valley National Park.